# Saint-Firmin-des-Prés
Saint-Firmin-des-Prés là một xã thuộc tỉnh Loir-et-Cher miền trung nước Pháp.